# Tiemoué Bakayoko
Tiemoué Bakayoko (Párizs, 1994. augusztus 17. –) francia utánpótlás válogatott labdarúgó, a PAÓK játékosa.

## Pályafutása

### Klubcsapatokban
Bakayoko hatévesen szülővárosában, Párizsban kezdett a labdarúgással foglalkozni a Paris 15ème O. nevű amatőrcsapatban. 2004-ben a CA Paris, 2006-tól 2008-ig pedig a Montrouge FC 92 játékosa volt. Ezt követően a Stade Rennais akadémiájához szerződött, az első csapatban a 2013-2014-es szezonban mutatkozott be. 2013. augusztus 4-én az Évian Thonon elleni 2-1-es győzelem alkalmával végig a pályán volt, ez volt az első Ligue 1 mérkőzése. Október 26-án, a Toulouse FC elleni 5-0-s győzelemkor ő szerezte csapata első gólját.

#### AS Monaco
A 2014-2015-ös idény előtt ötéves szerződést írt alá az AS Monacóhoz. 2014. augusztus 10-én a Lorient ellen Valère Germain cseréjeként játszott először új csapatában.
Bemutatkozhatott a Bajnokok Ligájában is, ahol a Zenyit ellen lépett először pályára 2014 októberében.

#### Chelsea
2017. július 15-én az angol Chelsea FC szerződtette 40 000 000 fontért.

#### AC Milan
2018. augusztus 14-én az AC Milan vette kölcsön a 2018-2019-es szezon végéig.

#### Újra Monaco
A 2019–2020-as szezont kölcsönben a Monacónál töltötte.

#### Napoli
2020. október 5-én a Napoli vette kölcsön a 2020–2021-es szezon végéig. A délolasz csapat végleges vásárlási opciót is szerzett a játékjogára.

#### PAÓK
2024. augusztus 31-én a görög PAÓK csapatához szerződött.

### A válogatottban
2017. március 28-án mutatkozott be a francia válogatottban, a Spanyolország elleni mérkőzésen Adrien Rabiot helyére állt be a félidőben.

## Sikerei, díjai
- AS Monaco
  - Francia bajnok: 2016–17
- Chelsea
  - Angol kupa: 2017–18
- AC Milan
  - Olasz bajnok: 2021–22

## Statisztika

### Klubcsapatokban
2017. október 14-én frissítve
| Klub             | Szezon           | Bajnokság     | Bajnokság | Kupa          | Kupa  | Ligakupa      | Ligakupa | Nemzetközi kupa | Nemzetközi kupa | Egyéb         | Egyéb | Összesen      | Összesen |
| Klub             | Szezon           | Pályára lépés | Gólok     | Pályára lépés | Gólok | Pályára lépés | Gólok    | Pályára lépés   | Gólok           | Pályára lépés | Gólok | Pályára lépés | Gólok    |
| ---------------- | ---------------- | ------------- | --------- | ------------- | ----- | ------------- | -------- | --------------- | --------------- | ------------- | ----- | ------------- | -------- |
| Rennes           | 2013–14          | 24            | 1         | 3             | 0     | 1             | 0        | —               | —               | —             | —     | 28            | 1        |
| Monaco           | 2014–15          | 12            | 0         | 1             | 0     | 2             | 0        | 3               | 0               | —             | —     | 18            | 0        |
| Monaco           | 2015–16          | 19            | 1         | 2             | 1     | 1             | 0        | 1               | 0               | —             | —     | 23            | 2        |
| Monaco           | 2016–17          | 32            | 2         | 1             | 0     | 4             | 0        | 14              | 1               | —             | —     | 51            | 3        |
| Monaco           | Összesen         | 63            | 3         | 4             | 1     | 7             | 0        | 18              | 1               | 0             | 0     | 92            | 5        |
| Chelsea          | 2017–18          | 15            | 2         | 0             | 0     | 1             | 0        | 5               | 1               | 0             | 0     | 21            | 3        |
| Karrier összesen | Karrier összesen | 102           | 6         | 7             | 1     | 9             | 0        | 23              | 2               | 0             | 0     | 141           | 9        |